# Serényi Imre
Serényi Imre, Steiner (1909. – Budapest, 1956. október 3.) válogatott labdarúgó, csatár, balszélső.

## Pályafutása

### Klubcsapatban
A Kispest labdarúgója volt. Gyors, gólveszélyes szélső volt, akinek beadásai is pontosak voltak.

### A válogatottban
1933-ban két alkalommal szerepelt a magyar labdarúgó-válogatottban.

## Statisztika

### Mérkőzései a válogatottban
| Magyarország | Magyarország         | Magyarország                    | Magyarország | Magyarország | Magyarország  | Magyarország | Magyarország | Magyarország |
| #            | Dátum                | Helyszín                        | Hazai        | Eredmény     | Vendég        | Kiírás       | Gólok        | Esemény      |
| ------------ | -------------------- | ------------------------------- | ------------ | ------------ | ------------- | ------------ | ------------ | ------------ |
| 1.           | 1933. március 19.    | Budapest, Hungária körúti pálya | Magyarország | 2 – 0        | Csehszlovákia | barátságos   | -            |              |
| 2.           | 1933. szeptember 17. | Budapest, Hungária körúti pálya | Magyarország | 3 – 0        | Svájc         | Európa-kupa  | -            |              |
|              | Összesen             |                                 |              | 2            | mérkőzés      |              | 0            | gól          |